# Figuil
Figuil es una comuna camerunesa perteneciente al departamento de Mayo-Louti de la región del Norte.
En 2005 tenía 67 997 habitantes, de los que 20 226 vivían en la capital comunal homónima.
Se ubica sobre la carretera N1, unos 80 km al noreste de la capital regional Garua. Su territorio es fronterizo con la región chadiana de Mayo-Kebbi Oeste.

## Localidades
Comprende la ciudad de Figuil y las siguientes localidades:
- Badadji
- Badia
- Bafouni
- Balia
- Batao
- Bawaka
- Bergui
- Bidzar I
- Bidzar II
- Biou
- Boudva
- Dabra
- Dabra
- Dahal
- Daiwala
- Dawala Bidzar I
- Debelze
- Dinkingue
- Djabbé Biou
- Djabbe Figuil
- Djabili Gaska
- Djougui Bôh
- Djougui Gabla
- Dougnoukou
- Doundehi
- Doundéhi Madakamna
- Douva
- Dowala Biou
- Gada Mayo
- Golomo Biou
- Guéguéldé
- Gueremé
- Guérémé Bidzar II
- Guérémé Lam
- Guidi
- Guipguip
- Guizaï
- Hélé
- Hindjaoudé
- Houmbal
- Houmbal
- Kapta Moré
- Kaptalam
- Karba
- Kéring Figuil
- Koïdawa
- Kong Kong
- Koussoum
- Lam
- Madakamna
- Mamba Moulouma
- Mampar
- Maryaryakeu
- Mayo Kéwé
- Mazanga
- Mélémé
- Mokété
- Moré Singaï
- Mossorgo
- Moulvouda
- Mourkoufo
- Musuké I
- Musuké II
- Ndélélé
- Ngorowa Djabbé Figuil
- Ngorowa Ngom
- Ngouldi
- Nioua
- Ouro Maray
- Péfé
- Pelgué
- Pimtili
- Walewol Soh
- Watchoing
- Watoulé
- Wayeba
- Wouro Boubi
- Wouro Fandou
- Wouro Garoua
- Wouro Gayata
- Wouro Hardé
- Wouro Késsoum
- Wouro Koumoï
- Wouro Makodong
- Wouro Tanné
- Wouro Tchaka
- Wouro Tizi